# Jasszána
A jasszána (Jacana jacana) a madarak osztályának lilealakúak (Charadriiformes) rendjébe, ezen belül a levéljárófélék (Jacanidae) családjába tartozó faj.

## Előfordulása
Argentína, Bolívia, Brazília, Chile, Kolumbia, Ecuador, Francia Guyana, Guyana, Panama, Paraguay, Peru, Suriname, Trinidad és Tobago, Uruguay és Venezuela területén honos. Természetes élőhelye a mocsarak.

## Megjelenése
|  |  |

Testhossza 17–23 cm. A tojó nagyobb a hímnél.

## Életmódja
Tápláléka rovarok, és más ízeltlábúak meg magvak, még a vízi növényeket is megeszi.